# Ana Laura Aláez
Ana Laura Aláez (Bilbao, 1964) es una artista contemporánea española, cuya obra abarca la instalación, la fotografía y los nuevos lenguajes escultóricos.

## Biografía
Estudió en la Facultad de Bellas Artes de la Universidad del País Vasco, pero lo más notable de su etapa de aprendizaje radica en su participación en los dos talleres dirigidos por el escultor Ángel Bados en Arteleku (San Sebastián) a principios de los años noventa. Sus primeras obras muestran una absorción de los planteamientos de la generación anterior, conocida como la Nueva Escultura Vasca, mientras que introduce elementos correctivos relacionados con la perspectiva de género mediante el uso de materiales y estrategias de trabajo distintas a las habitualmente consideradas como parte de la escultura tradicional.
En 1991, viajó a Nueva York para participar en una exposición junto a otros artistas vascos en el espacio autogestionado para el arte y la acción social llamado ABC No Rio, opta por establecerse en esa ciudad.
Es en 1992 que Aláez se dio a conocer popularmente a través de la exposición titulada Superficie, celebrada en el Espai 10 de la Fundació Joan Miró. En esta exposición, Aláez mostró tres objetos (Catwoman, Pantalón preservativo y Mujeres en zapatos de plataforma) que se situaban entre el pop art y la crítica de género, cercanos a la performance que se popularizó en los años setenta.
En 1999 participó en la sección "Aperttuto" de la Bienal de Venecia, comisariada por Harald Szeemann.
En 2001  representó a España en la 49ª Exposición Internacional de Arte, La Biennale di Venezia.
Creó el proyecto de interiorismo Geometrical Life, con César Rey y Daniel Holc. También ha colaborado con la banda Girls on Film y el músico Ascii.disko.En 2003 publicó Flúor, un libro con imágenes y textos donde recoge sus pensamientos estéticos.
En 2013, Aláez fue una de las tres ganadoras (junto con la artista June Crespo y la investigadora Adelina Moyano) de los Premios Gure Artea del Gobierno Vasco.
Se puede encontrar alguna de sus obras en el Museo de Arte Contemporáneo Helga de Alvear de Cáceres. Es el caso de la obra fotográfica Glossy City del año 2000. 
Entre 2019 y 2020 expone Todos los conciertos, todas las noches en el CA2M de Madrid y posteriormente en 2021 en el Azkuna Zentroa de Bilbao.
"Ana Laura Aláez emplea la idea de maquillaje como metáfora de la pintura y, más genéricamente, de la representación. En «Glossy City» (Ciudad satinada), de 1999, su paleta de colores ha cambiado el óleo por el rouge de una gama de cosméticos que, además de expresar la idea de belleza moderna, aluden a su finalidad sexual: efectivamente, la acumulación de lápices de labios parece insinuar una fantasía de consoladores generando una ecuación de expectativas tipo belleza-sexo. Es de resaltar que «Glossy City» está concebida en la larga tradición del artist at work: en la intimidad de su estudio la artista, que encarna el personaje de una mujer de mundo, esgrime sus herramientas de trabajo: el clásico corsé, la peluca garçon y el lápiz de labios, a modo de pincel, con el que inscribe la obra sobre su propio rostro".

## Publicaciones
- Aláez, Ana Laura (2008). Ana Laura Aláez: using your guns. León: MUSAC, Museo de Arte Contemporáneo de Castilla y León. ISBN 9788881586752.
- Arell, Berndt (curator) (2004). Fuck art, let's dance. Ana Laura Aláez. Madrid: Sociedad Estatal para la Acción Cultural Exterior. ISBN 8496008681.
- Martínez, Rosa (1997). She astronauts (1st edición). Barcelona: Fundació "la Caixa". ISBN 8476645791.
- Sáenz de Gorbea, Xabier, ed. (1997). Ana Laura Aláez (1st edición). Vitoria: Eusko Jaurlaritzaren Argitalpen Zerbitzu Nagusia = Servicio Central de Publicaciones del Gobierno Vasco. ISBN 8445711881.